# Gaisberg (Oberösterreichische Voralpen)
Der Gaisberg ist ein 1267 m ü. A. hoher Berg im Gemeindegebiet von Molln.

## Allgemeines
Der 1267 m hohe, größtenteils bewaldete, Gaisberg befindet sich in den Oberösterreichischen Voralpen im Gemeindegebiet von Molln. Westlich vom Gipfel liegt das „Dürre Eck“ auf 1222 m, südlich auf 1005 m die Mollner Hütte. Über den Gipfel führt ein markierter Wanderweg. Von wirtschaftlicher Bedeutung ist der Kalksteinabbau der Firma Bernegger.

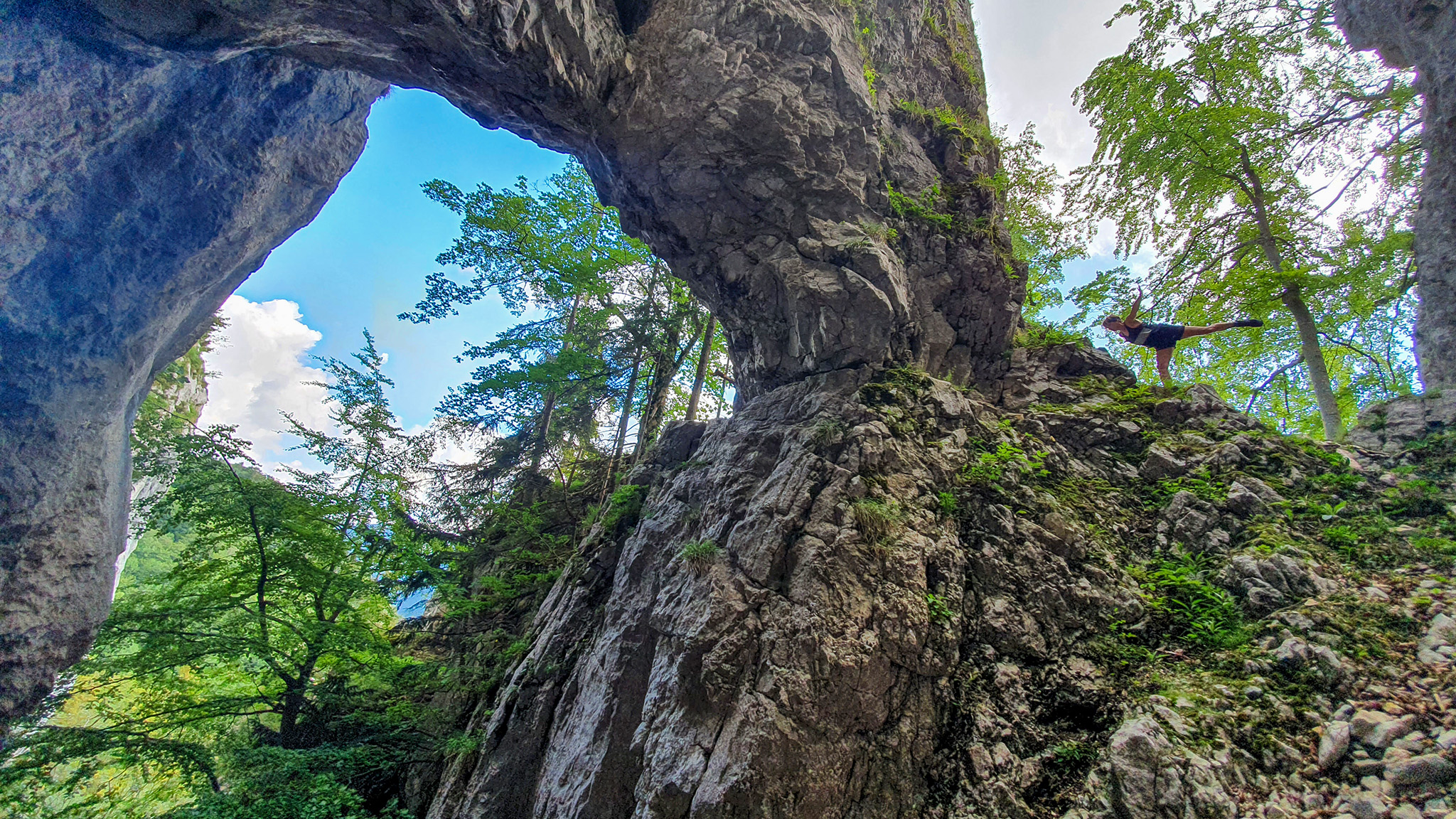
Felsentor am Dürren Eck

## Bergbau
Bergbau wurde vermutlich seit dem 13. Jahrhundert betrieben (Hutmanngraben), urkundlich bezeugt ist Eisenbau ab um 1570. Da die ländlichen Schmieden von Steyr aus nicht mehr ausreichend mit Innerberger Eisen (Erzberg) versorgt werden konnten, suchten 1569 der ehemalige Steyrer Bürgermeister Sebastian Pürschinger und der Messererzeuger Christoph Aichperger aus Steinbach an der Steyr beim Kaiser um Genehmigung zum Eisenabbau an. Sie öffneten drei Gruben am Gaisberg, eine am Hochbuchberg und zwei am Schwalbenstein und errichteten außerdem ein Hammer- und Gießwerk an der Krummen Steyrling. Sie waren berechtigt, jährlich bis zu 1000 Zentner geschlagenes Eisen auszubringen, durften es aber nur im Traun- und Hausruckviertel verkaufen. 1604 erteilte Kaiser Rudolf II. selbige Rechte den Innerberger Hammermeistern Murschhofer und Forster. 1609 erhielten sie das Recht auf Erweiterung. Nachdem die Bergbautätigkeit gegen Ende des 17. Jahrhunderts abgekommen war, arbeiteten 1743 wieder zehn Bergknappen am Gaisberg. Gegen Ende des 18. Jahrhunderts waren die Erzvorkommen erschöpft. 1787 erfolgte die letzte Belehnung auf Erzgewinnung. Nach mehreren erneuten, offenkundig erfolglosen, Versuchen, sind die Rechte für den „Eisenstein-Bau“ seit 1882 erloschen. Die Reste der Hüttenanlagen des Mollner Bergbaues finden sich unweit des Ortes Gstadt.

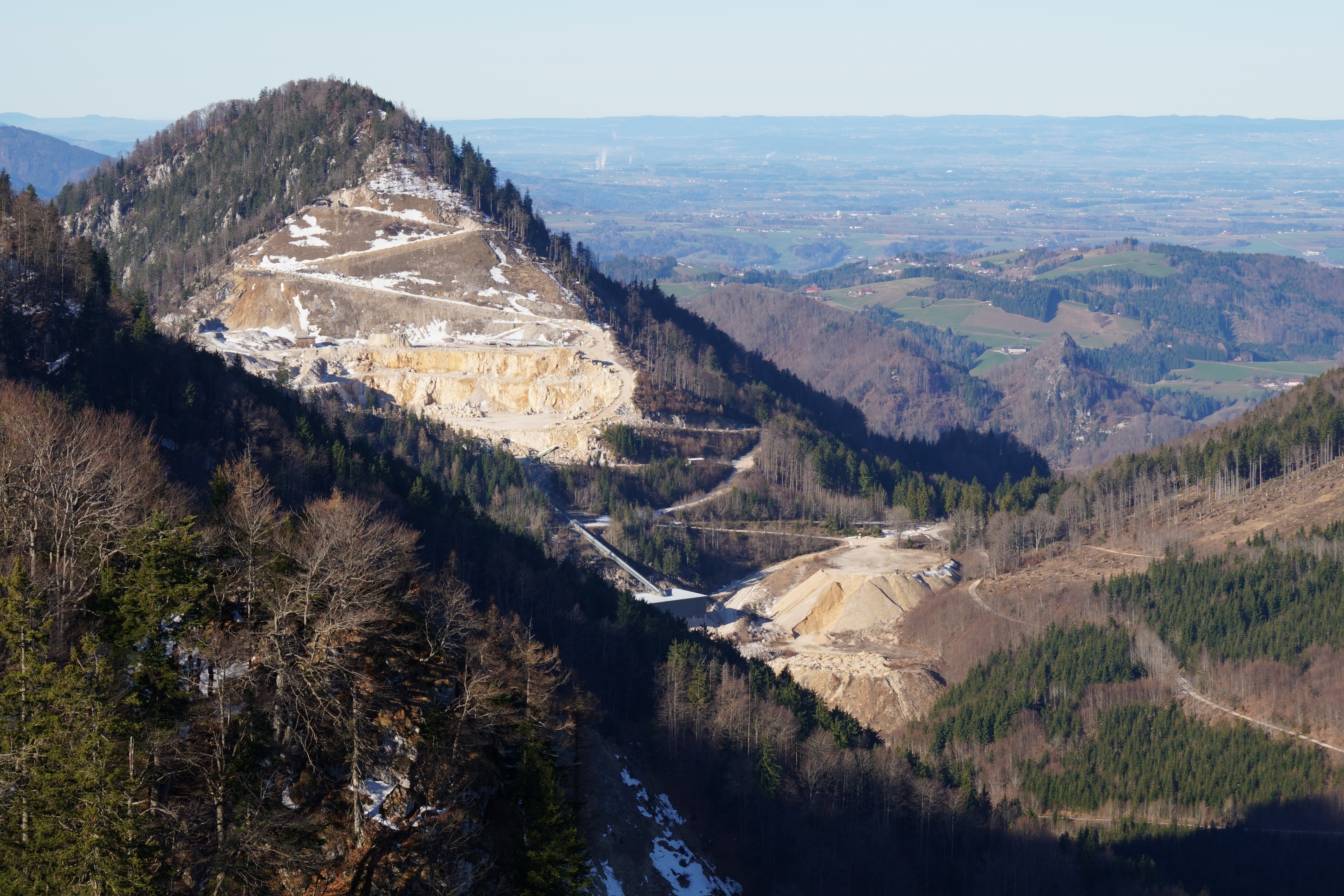
Trichterabbau Pfaffenboden

Heute wird Kalkstein abgebaut (Firma Bernegger). Nach einem Beschluss aus dem Jahr 2000 wurde der alte Steinbruch am Dürren Eck renaturiert und durch einen vom Tal nicht mehr einsehbaren Abbau am Pfaffenboden (Gemeindegrenze zu Ternberg) ersetzt. Beim „Trichterabbau Pfaffenboden“ wird der vorgebrochene Kalkstein auf ein 3,9 km langes Förderbandsystem aufgebracht und durch einen 3,5 km langen Tunnel mit 15 % Gefälle ins Tal befördert. Mit der freiwerdenden Bremsenergie werden bis zu 495 kWh an elektrischem Strom erzeugt, der ins firmeneigene Netz eingespeist wird. Das Projekt „Trichterabbau Pfaffenboden“ wurde im Jahr 2005 mit dem UEPG Sustainable Development Award, einer Auszeichnung für nachhaltige Rohstoffgewinnung, ausgezeichnet.